# ワイドボディ機
ワイドボディ機（ワイドボディき）とは、旅客機のうち、客室1階に通路が2本あるものをいう。これに対して、通路が1本だけの旅客機はナローボディ機と呼ばれる。

## 長所
一般にワイドボディ機では1機で運べる乗客数が増やせるために、航空機そのものと、機上の操縦士や地上のスタッフ、地上の各種設備類なども乗客1人当たりの数が少なくて済むので、運航経費の削減に寄与する。床下貨物室も広く取れるので貨物輸送での収益増加も見込める。また、空中を飛行する時間に比べて乗降の頻繁な路線では、通路が2本あることは乗降時間の短縮となり収益性の向上効果が大きい。

## 短所

### 後方乱気流
それぞれの航空機は、ICAOによって、翼の翼端から発生する後方乱気流の強さで分類されている。 後方乱気流の強さは一般に航空機の重量に関係していて、「Light（ライト）」、「Medium（ミディアム）」、「Heavy（ヘビー）」、「Super（スーパー）」の4段階に分けられる。
この内、全てのワイドボディ機と、ナローボディ機のボーイング757が「Heavy」に分類され、その中で、アメリカ合衆国の空域を飛行するエアバスA380は最重量の「Super」と分類されている。
後方乱気流はアメリカン航空587便のような重大事故の原因にもなりうるため、ワイドボディ機が離陸した直後は、次に離陸する機体との距離を出来るだけ離す必要がある。
そのためアメリカ合衆国など一部の国では、航空管制官との交信の際、
Japan Air 791 Heavy, wind 060 at 8, Runway 08R, Cleared for takeoff.
（日本航空791便 ヘビー、風は方位060で8ノット、滑走路08R、離陸を許可する。）
というように、ワイドボディ機や757では、必ずコールサインの末尾にヘビー（またはスーパー）を付け加えなければならない。

### その他のデメリット
2階席を持たないワイドボディ機では、単通路機ではそれほど目立たなかった客室上の無駄な空間が大きくなり、一部は乗務員用の休憩室などへの利用も行われているが、ほとんど空気を運んでいるにすぎない。胴体幅が広がると操縦席からの側方や斜め後方の視界は狭くなり、ボーイング747のように2階に操縦席を備えるか、機体先頭部をやや縦長にするなど工夫が求められる。機首部分にだけ2階席を設けた機体では基本構造を複雑にして製造コストを増やす。
運用においても、乗客数が相応に多い路線以外では運航しても座席を埋めることはできないため、主要路線以外では採用しにくい。欧州でのハブ・アンド・スポーク式から地方空港間での路線増加のような中小型機主体で細かく空港を結ぶ形態のポイント・トゥ・ポイント式の旅客輸送が今後広がりを見せれば、輸送効率では優れるワイドボディ機が不利になり、航空会社にとっては所有することが足かせとなる可能性もある。
長所で挙げられた床下貨物室も広く取れるので貨物輸送での収益増加も見込める面は通常このサイズの機体で航空貨物用コンテナを使用した輸送となるが、航空機運航の面では専用の地上支援機材（ハイリフトローダー：コンテナを機体の貨物室まで持ち上げる機材）などが必要となり、空港によってはこれら機材が揃っていない空港もあり貨物取扱が困難となり実質、ナローボディー機以上の時間がかかり、不効率な運用となることもある。

## セミワイドボディ機
通路が2本ある旅客機でも、機体幅が狭いために横一列に並べられる座席数が少なく、床下の貨物室にもLD-3航空貨物用コンテナを並列に搭載できないボーイング767は、特にセミワイドボディ機としてワイドボディ機とは区別される場合がある。

## 各社のワイドボディ機

エアバスA380（フルダブルデッキ）とボーイング747-400（フロントセクションのみダブルデッキ）の断面比較

登場初期には自動車のバスのように大量に旅客を運べる旅客機、という意味のエアバスという呼び方もあったが、これを社名に採用したエアバス社が世界的な旅客機メーカーとして台頭してくると、この呼び方は同社および同社の航空機のみに使用されるようになった。

### エアバス
- エアバスA300[5]
- エアバスA310[6]
- エアバスA330[7]
- エアバスA330neo
- エアバスA340[8]
- エアバスA350 XWB[9]
- エアバスA380[10]
  - メインデッキ、アッパーデッキ共に2通路仕様。

### ボーイング
- ボーイング747[11]
  - アッパーデッキは1通路仕様。
- ボーイング767[12]（セミワイドボディ機）
- ボーイング777[13]
- ボーイング777X[14]（開発中）
- ボーイング787 ドリームライナー[15]

### マクドネル・ダグラス
（現ボーイング）
- マクドネル・ダグラス DC-10[16]
- マクドネル・ダグラス MD-11[17]

### ロッキード
（現ロッキード・マーティン）
- ロッキード L-1011 トライスター[18]

### イリューシン
- イリューシン Il-86
- イリューシン Il-96

### 中国商用飛機統一航空機製造会社
- CRAIC C929[19]（開発中）